# Russell Brookes
Russell Brookes (Redditch, 16 augustus 1945 – 30 oktober 2019) was een Brits rallyrijder.

## Carrière
Russell Brookes debuteerde in kleinere evenementen in de rallysport, in 1963. Pas in de jaren zeventig begon hij zich voornamelijk in het Brits rallykampioenschap te profileren. In 1974 maakte hij een sponsor deal met Andrews - Heat for Hire (een bedrijf voor mobiele kachels en airconditioning), die in een karakteristieke gele kleurstelling tot begin jaren negentig aan Brookes verbonden zou blijven. Het vermogen van het bedrijf steeg explosief in deze periode, waardoor dit als een voorbeeld wordt gezien van succesvolle sponsorovereenkomsten.

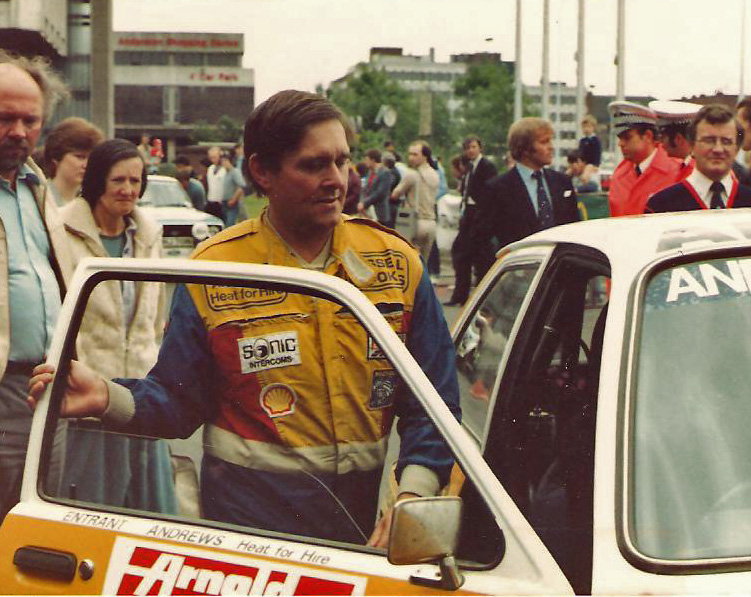
Brookes in 1982

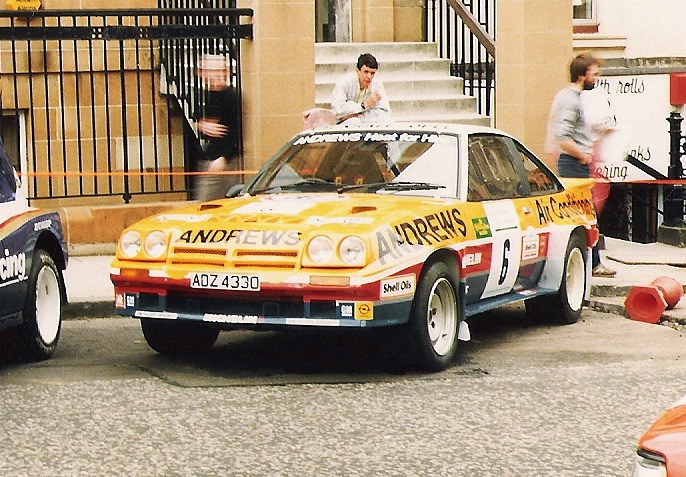
Brookes' Manta 400 voorafgaand aan de start van een Britse rally in 1986

Brookes werd later een fabrieksrijder bij Ford, voornamelijk actief in het sterk bezette Brits kampioenschap. In 1977 schreef hij zijn eerste Britse open rallytitel op zijn naam achter het stuur van de BDA Ford Escort RS1800. In het wereldkampioenschap rally eindigde hij in de toenmalige RAC Rally tijdens de 1977 en 1978 edities als derde, en in de 1979 editie zelfs als tweede. Vervolgens reed hij twee jaar voor Talbot, totdat hij voor het seizoen 1982 de overstap maakte naar Vauxhall/Opel, eerst met de Vauxhall Chevette 2300 HSR en later de Groep B Opel Manta 400. Zijn jaren met de Manta B 400 leverde hem een tweede Britse titel op in 1985, in een periode waarin teamgenoot bij GM Dealer Sport, Jimmy McRae, (evenals hem in een Opel  Manta B 400) en teamgenoot Bertie Fisher zijn grootste rivalen waren in het kampioenschap. In 1988 keerde hij weer terug bij Ford, inmiddels actief met de Ford Sierra RS Cosworth en later ook met de vierwielaangedreven versie ervan, waarmee hij de eerste internationale wedstrijd voor deze auto zou winnen. Dit deed hij tot en met 1991, toen hij vervolgens zijn carrière als actief rallyrijder beëindigde.
Brookes was daarna nog sporadisch actief in historische rally's en autosport evenementen. In 2008 was hij met de Opel Manta B 400 ook deelnemer aan de Colin McRae Forest Stages, een evenement ter nagedachtenis aan de gelijknamige rallyrijder die in 2007 kwam te overlijden.

## Complete resultaten in het wereldkampioenschap rally
| Seizoen | Inschrijving                             | Auto                        | 1   | 2   | 3   | 4   | 5   | 6   | 7       | 8   | 9     | 10      | 11    | 12      | 13      | 14     | Pos. | Punten |
| ------- | ---------------------------------------- | --------------------------- | --- | --- | --- | --- | --- | --- | ------- | --- | ----- | ------- | ----- | ------- | ------- | ------ | ---- | ------ |
| 1973    | Russell Brookes                          | Ford Escort RS1600          | MON | ZWE | POR | KEN | MAR | GRI | POL     | FIN | OOS   | ITA     | VST   | GBR DNF | FRA     |        | N/A  | N/A    |
| 1974    | Andrews Heat for Hire                    | Ford Escort RS1600          | POR | KEN | FIN | ITA | CAN | VST | GBR DNF | FRA |       |         |       |         |         |        | N/A  | N/A    |
| 1975    | Birmingham Post / Andrews Heat for Hire  | Ford Escort RS1800          | MON | ZWE | KEN | GRI | MAR | POR | FIN     | ITA | FRA   | GBR DNF |       |         |         |        | N/A  | N/A    |
| 1976    | Andrews Heat for Hire                    | Ford Escort RS1800          | MON | ZWE | POR | KEN | GRI | MAR | FIN     | ITA | FRA   | GBR DNF |       |         |         |        | N/A  | N/A    |
| 1977    | Ford Motor Co Ltd.                       | Ford Escort RS1800          | MON | ZWE | POR | KEN | NZL | GRI | FIN     | CAN | ITA   | FRA DNF |       |         |         |        | N/A  | N/A    |
| 1977    | Andrews Heat for Hire                    | Ford Escort RS1800          |     |     |     |     |     |     |         |     |       |         | GBR 3 |         |         |        | N/A  | N/A    |
| 1978    | Andrews Heat for Hire                    | Ford Escort RS1800          | MON | SWE | POR | KEN | GRI | FIN | CAN     | ITA | IVK   | FRA     | GBR 3 |         |         |        | N/A  | N/A    |
| 1979    | Andrews Heat for Hire                    | Ford Escort RS1800          | MON | ZWE | POR | KEN | GRI | NZL | FIN     | CAN | ITA   | FRA     | GBR 2 | IVK     |         |        | 16   | 15     |
| 1980    | Andrews Heat for Hire                    | Talbot Sunbeam Lotus        | MON | ZWE | POR | KEN | GRI | ARG | FIN     | NZL | ITA   | FRA     | GBR 4 | IVK     |         |        | 25   | 10     |
| 1981    | Andrews Heat for Hire                    | Talbot Sunbeam Lotus        | MON | ZWE | POR | KEN | FRA | GRI | ARG     | BRA | FIN   | ITA     | IVK   | GBR DNF |         |        | –    | 0      |
| 1982    | Russell Brookes                          | Vauxhall Chevette 2300 HSR  | MON | ZWE | POR | KEN | FRA | GRI | NZL     | BRA | FIN 6 | ITA     | IVK   |         |         |        | 22   | 12     |
| 1982    | Andrews Heat for Hire                    | Vauxhall Chevette 2300 HSR  |     |     |     |     |     |     |         |     |       |         |       | GBR 6   |         |        | 22   | 12     |
| 1983    | Andrews Heat for Hire                    | Vauxhall Chevette 2300 HSR  | MON | ZWE | POR | KEN | FRA | GRI | NZL     | ARG | FIN   | ITA     | IVK   | GBR 5   |         |        | 21   | 8      |
| 1984    | Andrews Heat for Hire                    | Opel Manta 400              | MON | ZWE | POR | KEN | FRA | GRI | NZL     | ARG | FIN   | ITA     | IVK   | GBR 5   |         |        | 24   | 8      |
| 1985    | Opel Euro Team                           | Opel Manta 400              | MON | ZWE | POR | KEN | FRA | GRI | NZL     | ARG | FIN   | ITA     | IVK   | GBR 8   |         |        | 51   | 3      |
| 1986    | GM Dealersport                           | Opel Manta 400              | MON | ZWE | POR | KEN | FRA | GRI | NZL     | ARG | FIN   | ITA     | IVK   | GBR DNF | VST     |        | –    | 0      |
| 1987    | Andrews Heat for Hire                    | Lancia Delta HF 4WD         | MON | ZWE | POR | KEN | FRA | GRI | VST     | NZL | ARG   | FIN     | ITA   | IVK     | GBR DNF |        | –    | 0      |
| 1988    | Andrews Group / Mike Little Preparations | Ford Sierra RS Cosworth     | MON | ZWE | POR | KEN | FRA | GRI | VST     | NZL | ARG   | FIN     | IVK   | ITA     | GBR DNF |        | –    | 0      |
| 1989    | Andrews Sykes Ford Champions Team        | Ford Sierra RS Cosworth     | ZWE | MON | POR | KEN | FRA | GRI | NZL     | ARG | FIN   | AUS     | ITA   | IVK     | GBR DNF |        | –    | 0      |
| 1990    | Rally Engineering Development            | Ford Sierra RS Cosworth 4x4 | MON | POR | KEN | FRA | GRI | NZL | ARG     | FIN | AUS   | ITA     | IVK   | GBR 36  |         |        | –    | 0      |
| 1992    | Russell Brookes                          | Ford Sierra RS Cosworth 4x4 | MON | ZWE | POR | KEN | FRA | GRI | NZL     | ARG | FIN   | AUS     | ITA   | SPA     | IVK     | GBR 13 | –    | 0      |
| 1994    | Russell Brookes                          | Rover Mini Cooper           | MON | ZWE | POR | KEN | FRA | GRI | ARG     | NZL | FIN   | AUS     | ITA   | SPA     | GBR 72  |        | –    | 0      |

##### Noot
- Het concept van het Wereldkampioenschap Rally tussen 1973 en 1976, hield in dat er enkel een kampioenschap open stond voor constructeurs.
- In de seizoenen 1977 en 1978 werd de FIA Cup for Drivers georganiseerd. Hierin meegerekend alle WK-evenementen, plus tien evenementen buiten het WK om.